# Mikaël Brageot
Mikaël Brageot est un pilote de vol acrobatique français. Il a participé à Red Bull Air Race. Il a été le pilote le plus jeune jamais à voler pour l'équipe nationale de acrobaties aériennes nationales et a remporté les championnats d'Europe.

## Carnet de course

### Red Bull Air Race World Championship

#### Challenger Class
| Year | 1     | 2     | 3     | 4     | 5   | 6     | 7     | 8 | Points | Victoires | Rang |
| ---- | ----- | ----- | ----- | ----- | --- | ----- | ----- | - | ------ | --------- | ---- |
| 2014 | ABU 6 | ROV 4 | PUT   | GDY   | ASC | FTW 1 | LVG 3 |   | 20     | 1         | 5    |
| 2015 | ABU 3 | CHI   | ROV 2 | BUD 2 | ASC | SPI 1 | FTW 1 |   | 28     | 2         | 1    |

#### Master Class
| Year | 1  | 2   | 3  | 4   | 5   | 6  | 7  | 8  | Points | Victoires | Rang |
| ---- | -- | --- | -- | --- | --- | -- | -- | -- | ------ | --------- | ---- |
| 2017 | 92 | 130 | 92 | 65  | 120 | 56 | 74 | 61 | 20     | 0         | 10   |
| 2018 | 83 | 56  | 56 | 212 | 120 | 47 | 92 | 65 | 41     | 0         | 4    |